# Catoblepia soranus
Espèce
Catoblepia soranus est un lépidoptère (papillon) de la famille des Nymphalidae et de la sous-famille des Morphinae et du genre Catoblepia.

## Dénomination
Catoblepia soranus a été décrit par John Obadiah Westwood en 1851.

### Nom vernaculaire
Catoblepia soranus se nomme Soranus Giant Owl en anglais.

## Description
Catoblepia soranus est un papillon aux ailes antérieures à bord costal bossu et bord externe concave. Le dessus des ailes est de couleur marron foncé avec une bande orange aux ailes antérieures qui va du tiers du bord costal au tiers du bord externe puis forme un angle et continue en une bande submarginale jusqu'à l'angle externe. Les ailes postérieures sont marron foncé.
Le revers est beige nacré avec un ocelle à l'apex des ailes antérieures et deux gros ocelles aux ailes postérieures.

## Écologie et distribution
Catoblepia soranus est présent en Amérique du Sud sous forme de deux isolats, l'un en Équateur et l'autre au Brésil,.

### Protection
Pas de statut de protection particulier